# 辣妞征集
《辣妞征集》（英語：Hot Girls Wanted）是2015年Netflix发行的一个纪录片，主要讲述若干18岁和19岁色情演员的生活。該片也在2015年圣丹斯电影节上放映。